# Pachybrachis pteromelas
Pachybrachis pteromelas is een keversoort uit de familie bladkevers (Chrysomelidae). De wetenschappelijke naam van de soort werd in 1858 gepubliceerd door Graells.